# Gerda Verburg
Gerda Verburg, (Zwammerdam, 19 de agosto de 1957) es una política neerlandesa. Parlamentaria desde el 19 de mayo de 1998, como miembro de la Llamada Demócrata Cristiana, (CDA). En 2007 se convirtió en Ministra de Agricultura, Naturaleza y Calidad de Alimentos en el IV gabinete de Jan Peter Balkenende.
Proveniente de una familia de ganaderos. En 1976 empezó sus estudios superiores en Kampen. Posteriormente trabajó como secretaria general de la Juventud Rural Cristiana y en 1982 se incorporó a la Federación Nacional de Sindicatos Cristianos. En 1998 fue elegida diputada al Parlamento de los Países Bajos por la CDA. En 2000 fue uno de los pocos diputados de su partido que votó a favor del matrimonio entre personas del mismo sexo. En febrero de 2007 ingresó en el ejecutivo neerlandés encabezado por Balkenende como ministra de agricultura, convirtiéndose en la primera ministra de holanda abiertamente lesbiana.
Verburg pertenece a la Iglesia Protestante de los Países Bajos y vive con su mujer Willy Westerlaken en Woerden desde hace 25 años.